# Artesanía cuzqueña
En el Cusco son importantes las tradiciones de Almendra, la andina y la colonial, el arte popular cusqueño es de indudable calidad, sobre todo la cultura lo representa  en manifestaciones como la imaginería, la textilería, la platería y la cerámica.
La imaginería es una actividad que ha dado fama internacional a los artesanos cusqueños. Las vírgenes, santos, niños "Manuelitos", ángeles y Cristos que salen de las manos de los artistas populares están por lo general hechos de maguey, madera, tela encolada y yeso, basándose en técnicas que se han transmitido de generación en generación durante varios siglos.
San Blas es el barrio que concentra a los imagineros más renombrados, quienes continúan una tradición que se remonta por lo menos al siglo XIX. Artesanos afincados en el barrio, efectivamente, esculpían por encargo muchas de las imágenes que hasta ahora son veneradas en las iglesias de todo el  departamento. Además, según cuentan los sambleños de pura cepa, estos artesanos también fabricaban diversos juguetes que se comercializaban en el Santurantikuy, la feria navideña que cada 24 de diciembre se realiza en la plaza de armas de la ciudad. Su especialidad eran, sobre todo, pequeñas imágenes de los santos que desfilan en la tradicional fiesta del Corpus Christi.
En la actualidad, los imagineros más destacados son los Mendívil, Antonio Olave, Santiago Rojas y Edilberto Mérida. 
Hilario y Georgina Mendívil, ya fallecidos, son los creadores de un peculiar estilo de imágenes estilizadas, de cuellos y, en general, figura alargada, que en la actualidad es continuado por varios de sus hijos, como Francisco, Agripina, Juana y Felicia.
Antonio Olave ha alcanzado gran maestría en la fabricación de niños "Manuelitos" con detalles como su paladar de espejo, dientes de plumas de aves y cabello natural.
Santiago Rojas, en cambio, es el mascarero por excelencia, aunque también hace pequeñas figuras costumbristas que retratan a los danzantes de la fiesta de Paucartambo. 
Edilberto Mérida, por último, se aleja de los imagineros tradicionales, pues prefiere las imágenes grotescas con los rasgos exegerados, aunque sus motivos de inspiración son también, con frecuencia, religiosos, además de costumbristas.
La textilería más original y de mejor calidad está refugiada en el mundo rural, en provincias como las de Calca y Urubamba o en otras aún más apartadas de la capital departamental. Utilizando como materia prima la lana de alpaca u oveja teñida casi siempre con tintes vegetales, las diestras tejedoras cusqueñas crean sofisticados diseños basados en los pallaes, ornamentos con gran variedad de motivos zoomorfos, fitomorfos y antropomorfos. Los telares se remontan muchas veces a la tradición prehispánica y suelen estar atados a la cintura de la tejedora. Las prendas que usualmente fabrican son chumpis o fajas, ponchos, chullos, llicllas (chales) y queperinas, esas telas que las mujeres usan para cargar a sus criaturas o diversos productos. Las ferias dominicales de Pisac y Chinchero son los lugares más apropiados para comprar tejidos de calidad, aunque también se pueden conseguir en algunas tiendas de la ciudad del Cusco.
Los plateros cusqueños son diestros en la fabricación de joyas, objetos para el culto religioso y diversos objetos utilitarios, producción toda que se diferencia ventajosamente de la fabricada en serie mediante el vaciado en moldes y el estampado porque está hecha a mano, pieza por pieza, y muchas veces utilizando técnicas que se remontan a la tradición prehispánica, como el repujado y el martillado.
Utilizando moldes bocetados en barro que es mezclado con pelos de lana de alpaca y de cuy, estos artesanos continúan también produciendo objetos de uso muy difundido entre los antiguos peruanos, como los tupus, esos alfileres que tienen una cabeza ricamente ornamentada con motivos zoomorfos y fitomorfos.
El pueblo de San Pablo, en la provincia de Quispicanchis, se especializa desde hace siglos en el trabajo de la plata y el bronce. Con destino a los mercados turísticos, los sampableños fabrican llamitas, idolillos y campanitas de bronce. También producen objetos de plata, como cubiertos, teteras, espuelas y otros. Originario de San Pablo es el más famado orfebre cusqueño, Gregorio Cachi. Destacados joyeros son, asimismo, los Ormachea, de cuyas manos han salido muchas de las alhajas que lucen las imágenes de las vírgenes cusqueñas en la tradicional procesión del Corpus Christi.

La cerámica cusqueña está sufriendo notorias transformaciones en las últimas décadas, seguramente bajo el influjo de la demanda turística. Las comunidades de Raqchi en Canchis, y Cuyo Grande y Cuyo Chico cerca de Písac, son el asiento de la producción tradicional, especializada en objetos utilitarios, pero también en algunos muy peculiares que tienen demanda entre los turistas, como las salamandras de raqchi, vasijas en forma de botella coronadas con un adorno de motivos zoomorfos, y las ocarinas de Cuyo Grande y Cuyo Chico.
Los Ruiz Caro son los inciadores de dos líneas que han granjeado fama a la cerámica cusqueña: la de vajilla con decoración al estilo incaico y, sobre todo, la de las chakiras, esas cuentas de collar que se han convertido en el principal producto de exportación de los artesanos locales. Son numerosos asimismo, los artistas populares cusqueños que se dedican a la cerámica escultórica, produciendo sea réplicas de iglesias, de casonas coloniales y, en general, de los rincones más típicos de la ciudad, o también imágenes costumbristas.
Entre los ceramistas más innovadores por último, destacan Pablo Seminario y Julio Gutiérrez. Seminario quien tras largos años de investigación de las técnicas y diseños precolombinos está elaborando, en su taller de Urubamba, objetos con un estilo muy personal que, sin embargo, deja traducir muy bien sus fuentes de inspiración. Botellones, cuadros y murales utilizando placas de cerámica, pantallas para lámparas y otros objetos conforman la línea artística de Seminario, quien tampoco desdeña la cerámica utilitaria, como vajillas y floreros. 
El Ingª Julio A. Gutiérrez Samanez (Kutiry),artista ganador del Premio Internacional Tenerife en Islas Canarias España 2006,  investigó la Cerámica cusqueña de tipo colonial y fundó una escuela taller (calle Inca 357, Santiago, Cusco) Donde posee una galería de arte y dicta clases a turistas y nacionales; es consultor en temas tecnológicos y constructor de equipos de producción cerámica.
Ceramistas importantes son: El maestro Sabino Tupa Llavilla, ganador del premio IntiRaymi, Miguel Coila, Julian Ventura Cárdenas, Luis Soler, artista ceramista radicado en Ollantaytambo, Gonzalo Rodríguez, maestro alfarero de la comunidad de Raqchi, en Canchis, María Antonieta Mérida, hija del maestro Edilberto Mérida y actual embajadora de la cultura.